# Lychnis ischnopetala
Lychnis ischnopetala là loài thực vật có hoa thuộc họ Cẩm chướng. Loài này được (F.N. Williams) Majumdar mô tả khoa học đầu tiên năm 1993.